# Chaniers
Chaniers is een gemeente in het Franse departement Charente-Maritime (regio Nouvelle-Aquitaine). De plaats maakt deel uit van het arrondissement Saintes. Chaniers telde op 1 januari 2022 3.634 inwoners.

## Geografie
De oppervlakte van Chaniers bedroeg op 1 januari 2022 26,53 vierkante kilometer; de bevolkingsdichtheid was toen 137 inwoners per km².
De onderstaande kaart toont de ligging van Chaniers met de belangrijkste infrastructuur en aangrenzende gemeenten.

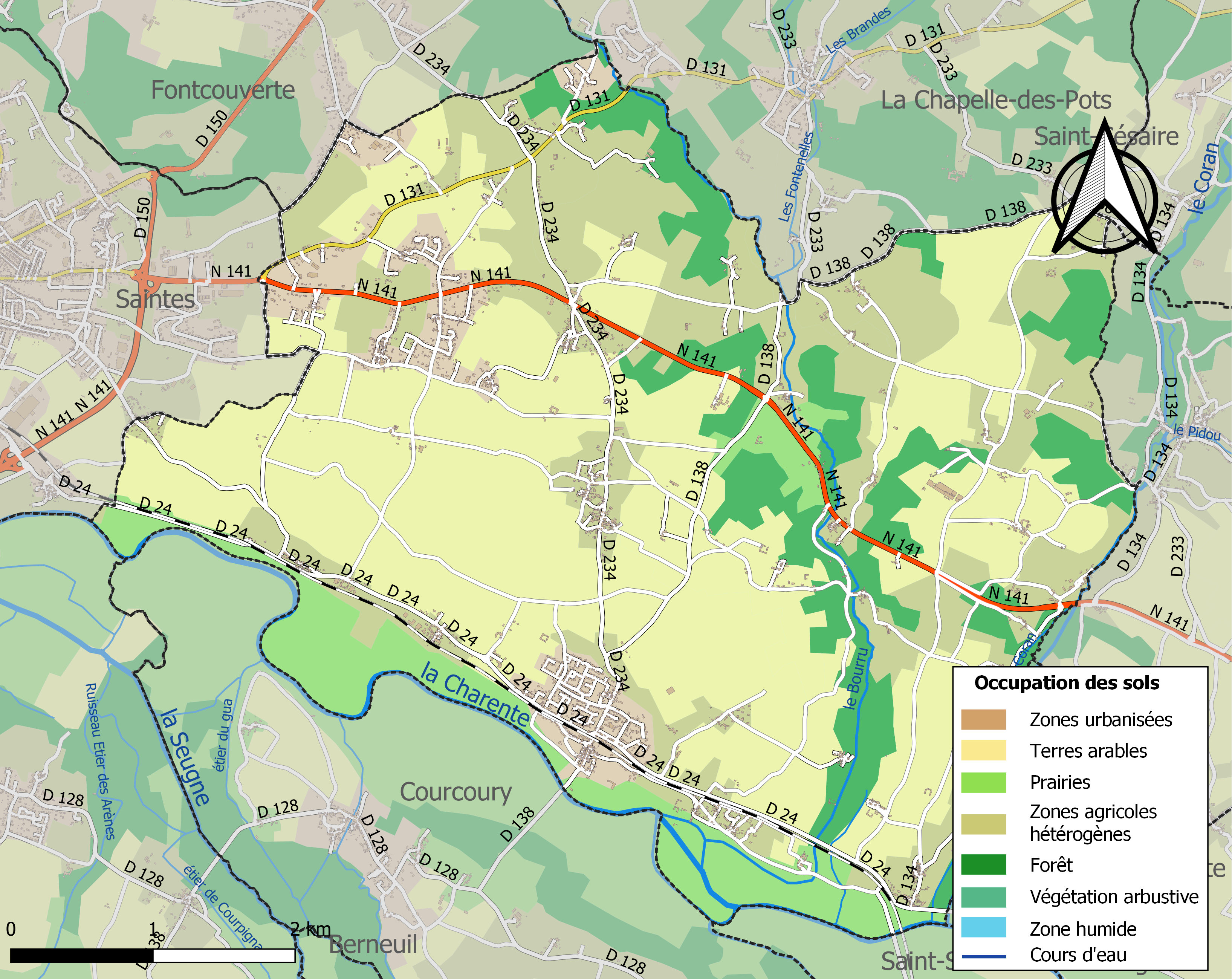

## Demografie
Onderstaande figuur toont het verloop van het inwonertal (bron: INSEE-tellingen).